# M9.1 (Joegoslavië)
De M9.1 of Magistralni Put 9.1 was een hoofdweg in de voormalige Socialistische Federale Republiek Joegoslavië die de stad Đakovica (Gjakovë) in Servië ontsloot. De weg takte bij Klina van de M9 af en liep daarna via Đakovica naar de gesloten Albanese grens bij Ponoševac (Ponoshec). 
Na het uiteenvallen van Joegoslavië kwam de weg in het nieuwe land Kosovo te liggen. De weg behield haar wegnummer en heet nog steeds M-9.1.
M1 · 
M1.1 · 
M1.2 · 
M1.3 · 
M1.4 · 
M1.5 · 
M1.6 · 
M1.7 · 
M1.8 · 
M1.9 · 
M1.10 · 
M1.11 · 
M1.12 · 
M1.13 · 
M1.14 · 
M2 · 
M2.1 · 
M2.2 · 
M2.3 · 
M2.4 · 
M3 · 
M3.1 · 
M3.2 · 
M3.3 · 
M4 · 
M4.1 · 
M4.2 · 
M4.3 · 
M5 · 
M6 · 
M6.1 · 
M7 · 
M7.1 · 
M8 · 
M9 · 
M9.1 · 
M10 · 
M10.1 · 
M10.2 · 
M10.3 · 
M10.4 · 
M10.5 · 
M10.6 · 
M10.7 · 
M10.8 · 
M10.9 · 
M10.10 · 
M11 · 
M11.1 · 
M11.2 · 
M12 · 
M12.1 · 
M12.2 · 
M12.3 · 
M13 · 
M14 · 
M14.1 · 
M14.2 · 
M15 · 
M16 · 
M16.1 · 
M16.2 · 
M16.3 · 
M16.4 · 
M17 · 
M17.1 · 
M17.2 · 
M17.3 · 
M18 · 
M18.1 · 
M19 · 
M19.1 · 
M19.2 · 
M19.3 · 
M20 · 
M21 · 
M21.1 · 
M22 · 
M22.1 · 
M22.2 · 
M22.3 · 
M23 · 
M23.1 · 
M24 · 
M24.1 · 
M25 · 
M25.1 · 
M25.2 · 
M25.3 · 
M26 · 
M26.1 · 
M27 · 
M28 · 
M29